# Hemiboea
Hemiboea, biljni rod iz porodice gesnerijevki. Pripadaju mu 45 vrsta iz  Kine, Tajvana, Japana i Indokine

## Etimologija
Ime roda dolazi od grčkog ήμι, Hemi = pola i roda Boea, odnoseći se na činjenicu da je samo jedan od dva karpela plodan.

## Opis
Hemiboea je rod Starog svijeta raspoređen u Aziji, uključujući središnju i južnu Kinu, Tajvan, Sjeverni Vijetnam i Japanske otoke Ryukyu.
Rastu u šumama i na šumskim rubovima, na stijenama i na vlažnim mjestima, u pukotinama stijena po potocima i u drugim vlažnim, sjenovitim mjestima u krškim regijama na visinama od 80-2500m.
Vrste često imaju podzemni rizom ili niže stabljike koje puze i ukorjenjuju se na površini.  Broj kromosoma: 2n = 32, 36.

## Vrste
1. Hemiboea albiflora X.G.Xiang, Z.Y.Guo & Z.W.Wu
2. Hemiboea angustifolia F.Wen & Y.G.Wei
3. Hemiboea bicornuta (Hayata) Ohwi
4. Hemiboea cavaleriei H. Lév.
5. Hemiboea chanii C.H. Nguyen & Aver.
6. Hemiboea crystallina Y.M.Shui & W.H.Chen
7. Hemiboea fangii Chun ex Z. Y. Li
8. Hemiboea flaccida Chun
9. Hemiboea follicularis C.B.Clarke
10. Hemiboea gamosepala Z.Y.Li
11. Hemiboea glandulosa Z.Y.Li
12. Hemiboea gracilis Franch.
13. Hemiboea guangdongensis (Z.Yu Li) X.Q.Li & X.G.Xiang
14. Hemiboea integra C. Y. Wu ex H. W. Li
15. Hemiboea kaiyangensis T. Peng & S. Z. He
16. Hemiboea latisepala H. W. Li
17. Hemiboea longgangensis Z. Y. Li
18. Hemiboea longisepala Z. Y. Li
19. Hemiboea longzhouensis W. T. Wang
20. Hemiboea lutea F. Wen, G. Y. Liang & Y. G. Wei
21. Hemiboea magnibracteata Y. G. Wei & H. Q. Wen
22. Hemiboea malipoensis Y. H. Tan
23. Hemiboea mollifolia W. T. Wang
24. Hemiboea olivifolia Souvann. & Tagane
25. Hemiboea omeiensis W. T. Wang
26. Hemiboea ovalifolia (W.T.Wang) A.Weber & Mich.Möller
27. Hemiboea parvibracteata W.T.Wang & Z.Y.Li
28. Hemiboea parviflora Z. Y. Li
29. Hemiboea pingbianensis Z. Y. Li
30. Hemiboea pseudomagnibracteata B. Pan & W. H. Wu
31. Hemiboea pterocaulis (Z.Yu Li) Jie Huang, X.G.Xiang & Q.Zhang
32. Hemiboea purpurea Yan Liu & W. B. Xu
33. Hemiboea purpureotincta (W.T.Wang) A.Weber & Mich.Möller
34. Hemiboea racemosa (Aver. & K. S. Nguyen) comb. ined.
35. Hemiboea roseoalba S. B. Zhou, Xin Hong & F. Wen
36. Hemiboea rubribracteata Z. Y. Li & Y. Liu
37. Hemiboea shimentaiensis S.Y.Miao, Y.Q.Li & Tao Chen
38. Hemiboea sinovietnamica W. B. Xu & X. Y. Zhuang
39. Hemiboea strigosa Chun ex W. T. Wang
40. Hemiboea subacaulis Hand.-Mazz.
41. Hemiboea subcapitata C. B. Clarke
42. Hemiboea suiyangensis Z.Y.Li, S.W.Li & X.G.Xiang
43. Hemiboea thanhhoensis C.H.Nguyen, Aver. & F.Wen
44. Hemiboea wangiana Z. Y. Li
45. Hemiboea yongfuensis Z. P. Huang & Y. B. Lu